# Ciuret (Osona)
Ciuret (o Siuret) es una localidad que forma parte del municipio de Vidrá (Vidrà), en la comarca de Osona, provincia de Barcelona. Se halla a unos 6 km de la capital municipal y a 1.155 metros de altitud. 
Su población a 1 de enero de 2009 era de 15 habitantes (7 varones y 8 mujeres).

## Historia
El núcleo de población está formado por varias masías cercanas a la iglesia de Santa Llúcia, construida en 1754.

## Lugares de interés
- Iglesia de Santa Llúcia, del siglo XVIII.